# Unión de la Juventud Comunista
La Unión de la Juventud Comunista (en rumano: Uniunea Tineretului Comunista; UTC) fue la organización juvenil del Partido Comunista Rumano (PCR). Su objetivo era la formación de cuadros del Partido, así como para ayudar a crear el hombre nuevo de la sociedad comunista
Desde 1949 se llamó Unión de la Juventud Trabajadora (en rumano Uniunea Tineretului Muncitoresc; UTM) y recuperó su nombre original en 1965.

## Historia

### Orígenes
Fundada en 1922 por el PCR basándose en el Komsomol del Partido Comunista soviético, la UTC pasó a la clandestinidad junto con el resto del Partido cuando éste fue prohibido en 1924. Comenzó a surgir como un movimiento de masas en 1944, después la liberación soviética de Rumania en la Segunda Guerra Mundial, y de que el PCR volviera a la legalidad.
En 1948, el PCR se fusionó con otros partidos de izquierda que previamente se le habían aliado en las elecciones de 1946 que ganaron y que le permitieron transformar el país de una monarquía capitalista a una república socialista. El Partido de los Trabajadores Rumanos (nombre fruto de la fusión) empezó a reorganizar las distintas organizaciones de masas, como la UTC, que se fusionó con varias organizaciones juveniles independientes progresistas en un Congreso del 19 al 21 de marzo de 1949, adoptando el nombre de Unión de la Juventud Trabajadora y alcanzando los casi 700.000 miembros.

### Purgas stalinianas
El año de esta fusión, la UTM fue purgada siguiendo los métodos stalinistas: 34.000 militantes fueron catalogados como "elementos peligrosos", esto significaba la exclusión social, la marginación profesional y, en el peor de los casos, abrir el camino a una investigación penal. Las purgas iban a continuar especialmente después de los turbulentos años de 1952, 1956 y 1968.
12.000 personas fueron purgadas entre octubre de 1950 y agosto de 1952. En 1952, Ana Pauker cayó en desgracia por un supuesto "desviacionismo de extrema derecha" (en realidad se debía a luchas internas entre facciones del Partido). Entre agosto de 1952 y junio de 1953, 19.000 activistas de la UTM fueron expulsados por "desviacionismo de derecha".
Las purgas tuvieron un gran impacto social, de forma rápida y decisiva cambiando la cara de la sociedad. No obstante, la pertenencia a la UTM aumentó constantemente (alrededor del 20% de los jóvenes estaban en UTM en 1950, a finales de la década, un tercio, en otra década, la mitad, y por la década de 1980 la gran mayoría).

### Relación con el campesinado
Un gran dilema fue cómo tratar con el campesinado, que eran tres cuartos de la población rumana de la época. Los campesinos pobres fueron en un principio recibidos con entusiasmo, pero el 40% de los purgados eran campesinos. El inicio de la colectivización en 1949 exigía una gran presencia de las organizaciones comunistas en las aldeas, pero a finales de la década de 1950, sólo alrededor del 28,5% de la población rural elegible estaba en la UTM, que contaba con 30-35% de campesinos. Esto se redujo constantemente con la creciente urbanización: 25% en los años 1960 y menos del 20% en la década de 1980.
En la década de 1950, los activistas de la UTM se movilizaron para ayudar con la colectivización, participando en acciones de propaganda.  En los mítines de la UTM, se llamó a los campesinos y sus familias de participar de la colectivización, luchar contra los chiaburi (kulaks) y otros grupos que se oponían a la reforma y denunciar los matrimonios entre los kulaks y las niñas pobres campesinas.

### Relación con el estudiantado
Después del alzamiento húngaro de 1956, la UTM comenzó a trabajar más activamente en las escuelas y las universidades. Los estudiantes habían desempeñado un papel clave en las manifestaciones anticomunistas de 1945-46. La mitad del primer grupo purgado de la UTM eran estudiantes. De 57.000 estudiantes, alrededor del 80-90% se encontraban en la UTM, puesto que de otro modo la admisión a la Universidad se volvería difícil de obtener. En 1953, los estudiantes secundarios y universitarios formaban casi el 30% de la UTM, cifra que disminuyó considerablemente después de 1956. En 1957 había caído a menos del 20% y por debajo del 10% en 1958-59, debido a la masiva purga provocada por las protestas estudiantiles de 1956.
Durante esas manifestaciones, los activistas UTM fueron instruidos para prevenir, desalentar, denunciar, desenmascarar y luchar contra esos enemigos y se movilizaron, junto a activistas del Partido y de los trabajadores, para espiar reuniones estudiantiles y aplastar las manifestaciones anticomunistas. Durante el movimiento estudiantil de 1956 en Bucarest, los grupos de jóvenes de la UTM se reunieron para vencer físicamente a los anticomunistas, y en 1957, detuvo a manifestantes en Cluj.
Hasta 1.500 miembros de la UTM se retiraron por mes. Por primera vez desde 1948, la afiliación total disminuyó. Entre 1 de julio de 1956 y 1 de julio de 1957, la proporción de obreros de la UTM se elevó del 27% al 35%, mientras que la de los estudiantes universitarios y de secundaria disminuyó del 14% al 9%. Durante este período, Ion Iliescu, líder de la UTC entre 1967 y 1971, lideró la Unión de Asociaciones de Estudiantes Comunistas de Rumania

### En el PCR dirigido por Ceausescu
Nicolae Ceausescu se convirtió en Secretario General del PCR en 1965 y perseguía el objetivo de expandir las organizaciones de masas comunistas, tratando de incluir tantas personas como sea posible.  Así, mientras en 1960 había 1,9 millones de miembros de la UTM, la UTC había ascendido a 2,4 millones de miembros en 1971, a 3,9 millones en 1985, y a 4,1 millones a finales de la década de 1980, cuando fue una de las organizaciones de masas más poderosa del país. En 1983, el 90% de los alumnos de 9º grado pertenecía a la UTC, y el 98% en 1988. A partir de 10º grado, prácticamente todos estaban en el UTC, la afiliación era automática. Los que solían ser excluidos o expulsados era porque simplemente no estaban interesados en el trabajo de la UTC.
La misión atea de la UTC persistió. Por ejemplo, el 26 de diciembre de 1968, Ion Iliescu, convocó una reunión urgente del Comité Central de la UTC para expresar su insatisfacción por la falta de combatividad mostrada por los militantes hacia 2000 cantores de villancicos de Navidad el día anterior.
De 1983 a 1987, unos de los hijos de Ceausescu, Nicu, fue el Primer Secretario. Esto demuestra la importancia de las organizaciones juveniles para el régimen, puesto que Nicu era considerado el heredero al poder, y también fue un claro indicio de un carácter dinástico y clientelista. La mala reputación de Nicu contribuyó al cinismo y la corrupción en las organizaciones juveniles, cuyos miembros se había convertido en indiferentes, burocráticos y ritualistas, muy alejados del fervor de sus predecesores de décadas atrás. La UTC también hacía culto a la personalidad del Conducător.
La UTC, como todas las demás organizaciones dependientes del Partido Comunista Rumano, dejaron de existir tras la restauración capitalista.

## Estructura
La membresía era para personas entre los catorce y veintiséis años; miembros de más edad podían convertirse en militantes del PCR. El X Congreso del Partido en 1969 introdujo el requisito de que los solicitantes menores de veintiséis sería aceptado en el Partido sólo si eran miembros de la UTC.
Teniendo esencialmente la misma estructura de organización como que el PCR, la UTC era a la vez un partido de la juventud y una organización de masas. Su misión era imbuir a los jóvenes en el espíritu del Comunismo y movilizar, con la orientación del PCR, para la construcción del socialismo. La UTC organizado cursos de política y patriotismo en las escuelas, entre grupos campesinos, y entre los trabajadores y los miembros de las Fuerzas Armadas. Asimismo, dirigía y supervisaba las actividades de la Unión de Asociaciones de Estudiantes Comunistas de Rumania.
La estructura de la UTC se sometió a una serie de cambios en las décadas siguientes a su creación. En la década de 1980, la organización funcionó a nivel nacional con una Secretaría de ocho miembros, entre ellos el Primer Secretario (líder de la organización) y un buró de veintiún miembros plenos y diez candidatos. El Primer Secretario de la UTC también ocupaba el cargo de Ministro de la Juventud.
En cada uno de los cuarenta condados y la ciudad de Bucarest, los comités de la UTC eran iguales a la organización a nivel nacional. La UTC tenía su propia editorial y publicaba su propio periódico, Scînteia Tineretului (en rumano, «La Chispa de la Juventud»).

### Primeros Secretarios (también Ministros de Asuntos de la Juventud)
| Primeros Secretarios  | Período   | Profesión                                                                               |
| Gheorghe Florescu     | 1949–1952 | Tipógrafo                                                                               |
| Vasile Muşat          | 1952–1954 | Tornero                                                                                 |
| Cornel Fulger         | 1954–1956 | Electricista                                                                            |
| Virgil Trofin         | 1956–1964 | Mecánico                                                                                |
| Petru Enache          | 1964–1967 | Tornero; graduado de la Academia Ştefan Gheorghiu.                                      |
| Ion Iliescu           | 1967–1971 | Mecánico; miembro del Comité Central del PCR.                                           |
| Dan Marţian           | 1971–1972 | Antiguo secretario del comité de la UTM de estudiantes rumanos en Moscú.                |
| Ion Traian Ştefănescu | 1972–1979 | Jurista                                                                                 |
| Pantelimon Găvănescu  | 1979–1983 | Obrero; graduado de la Academia Ştefan Gheorghiu.                                       |
| Nicu Ceauşescu        | 1983–1987 | Estudiante de física en la Universidad de Bucarest; miembro del Comité Central del PCR. |
| Ioan Toma             | 1987–1989 | Graduado de la Academia Ştefan Gheorghiu.                                               |

### Organizaciones relacionadas
Otro movimiento de la juventud, la Organización de Pioneros, fue creado para los jóvenes entre las edades de ocho y catorce años. Hasta 1966 los Pioneros funcionaban como una parte integrante de la UTC, pero a partir de entonces pasaron a estar bajo la dirección directa del PCR. También existía los Halcones de la Patria, organización creada en 1976, donde participaban niños de entre cuatro y siete años.